# Jens Truidsen Ulfstand
Jens Truidsen Ulfstand, –1566, til Vemmetofte, var søn 
fra Truid Ulfstands 1. ægteskab. Sammen med sin ældre 
bror Gregers var han blandt de adelige skolebørn, som 
borgerne i Malmø 1534 holdt fanget i 9 uger dér i byen. 
Senere  har han formodentlig været udenlands, men 1548 var han hofmand 
og red med 5 heste i det pragtfulde følge, der førte prinsesse Anna 
til Sachsen. Året efter fik han Dragsmark Kloster i forlening; 
men 1552 ombyttede han dette norske len med Saltø på Sjælland, 
idet han, der en tid havde været fodermarsk, nu blev udnævnt 
til hofmarskal. I ditmarskertoget 1559 deltog han som ritmester og anfører for hoffanen, og han blev her såret i kampen ved 
Heide, hvad der måske gav anledning til, at han året efter 
fratrådte som hofmarskal. Dog deltog han 1562 i det 
gesandtskab, som med rigshofmesteren Eiler Hardenberg i spidsen 
blev sendt til Rusland, og hjemkommet derfra måtte han under de 
da i fuld gang værende krigsrustninger gøre tjeneste dels ved 
mønstringerne, dels som proviantmester, men fik dog stunder til 
15. februar 1564 på Saltø at hjemføre sin brud, Lisbet Clausdatter 
Bille (født 25. marts 1540). Samme år blev Københavns Slot og len 
betroet ham, dog beholdt han Saltø og fik endnu et lille skånsk 
len, Tørringe i Oxie Herred. 
I 1566  blev han, der ikke vides hidtil at have forsøgt sig til søs,   underadmiral på en 
udsendt flåde ledet af Hans Lauridsen Baden. Hans skib 
«Hannibal» løb allerede på grund ved Stevns, hvad der ikke blot 
opholdt, men også på anden vis skadede flåden. 29. juli forliste størsteparten af flåden ved Gotland, og også Ulfstand døde her. Hans enke døde først 1613. 
Vemmetofte havde han kun ejet i fællesskab med sin fætter Lave Brock. 